# Las armas y las letras

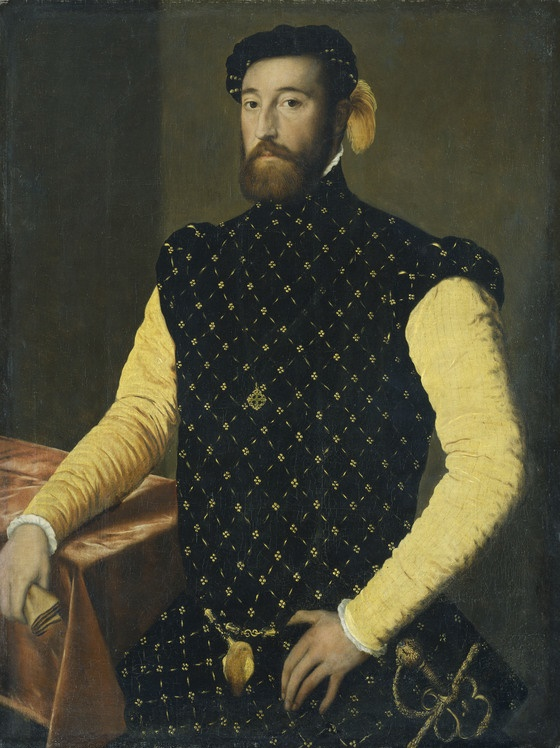
Anónimo tentativamente identificado con Garcilaso de la Vega, militar y poeta.

Las armas y las letras, también conocidas por la sinécdoque de la pluma y la espada, son un concepto filosófico y literario del Siglo de Oro español, originado en el humanismo renacentista y enraizado en la antigüedad grecolatina. Refleja la unión de la vida militar con el ámbito intelectual -representado éste por la literatura, el pensamiento, la poesía, las leyes y la ciencia-, ya sea en equilibrio o en subordinación.
Este tópico vendría a definir mucho del espíritu de la España imperial de los siglos XVI-XVII, en rápida expansión global por los descubrimientos, boyante en numerosas áreas del conocimiento humano y triunfante militarmente tanto en Europa como en América. El optimismo por estos logros favoreció especialmente las corrientes del renacentismo italiano que se inspiraban en las glorias y valores de la antigua Grecia y Roma, entre ellos la fortitudo et sapientia (en latín, fuerza y sabiduría), la unión hasta entonces antagónica de la vida guerrera y la intelectual. España examinará este campo en enorme profundidad con numerosos soldados-escritores como Garcilaso de la Vega, Cervantes, Lope de Vega y Calderón de la Barca, el último de los cuales escribiría en 1632:

Oh, felice tú, oh, felice,
otra vez e otras mil seas,
imperio, en quien el primero
triunfo son armas y letras.

España desarrolla así un verdadero "humanismo de las armas", en el que las armas utilizadas de manera reflexiva y racional se vuelven un reflejo de las virtudes espirituales. Este concepto influiría en la propia visión extranjera del hispánico, caracterizándolo como un hombre consagrado a defender con las armas la virtud y la ley, heroico pero a veces también quijotesco. El tópico se refleja también en el arte renacentista, con pintores como Tiziano y escultores como Leone Leoni, que contribuyen al antropocentrismo de la época al otorgar a figuras humanas los distintos atributos de Apolo y Marte de la mitología romana.

## Trasfondo

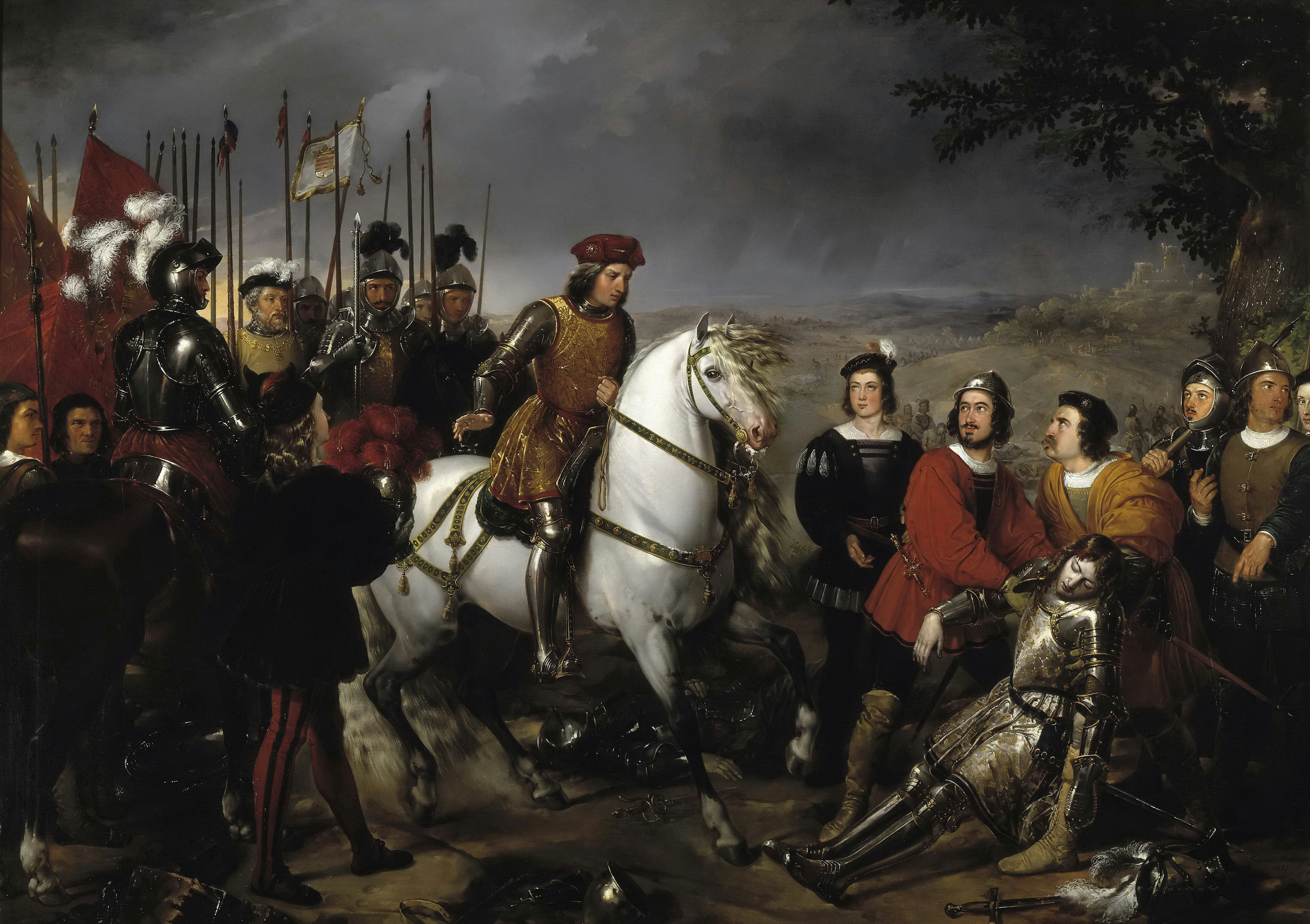
Batalla de Ceriñola (1503), donde los españolas demostrarían el poder de las armas de fuego.

Las armas y las letras suponían, junto con la vida religiosa, las dos principales maneras de obtener progresar socialmente en la España de los siglos XV-XVII, especialmente para nobles o hidalgos, que no contemplaban la artesanía y el trabajo manual, y para los que el comercio y la economía no otorgaban la debida gloria. La rápida expansión del imperio español también necesitó de un flujo creciente de letrados y administradores, a menudo formados desde el pueblo llano, a los que la nobleza debió hacer espacio en la corte. Se consideraba así que las armas y ciencias ennoblecían al villano y validaban al noble.
La propia estructura de la guerra cambiaría enormemente con el fin de la Edad Media, dejando atrás los ideales nobles o caballerescos. Los ejércitos del Renacimiento roban el monopolio a la aristocracia al nutritse del pueblo llano, a menudo condotieros o mercenarios, y emplean tácticas basadas en los cálculos y la técnica como la artillería y las armas de fuego, ante las que el valor personal es inútil. Esto coincidió con el fin de la Reconquista en España con la toma de Granada, ocasionando que los mismos nobles ya no pudieran prosperar fácilmente en la guerra pero encontraran tanto tiempo como motivación para dedicarse a la intelectualidad. De este modo la cultura se cortesanizó, creando una nueva faceta obligatoria de los nobles.
Como resultado, las ciencias y letras se vuelven un nuevo puente hacia la gloria en la España de entonces, al nivel de los mismos hechos de armas, y con ellas el letrado alcanza el nivel del hidalgo. Sin embargo, se mantuvo una diferenciación entre ambas en el complicado imaginario del honor de la época. A un hombre que había dedicado su carrera a las letras no se le había de desafiar a duelo, ni él debía aceptar el desafío, y de la misma manera, a un hombre que había consagrado su vida exclusivamente a las armas no se le podía exigir competir en el plano de la pluma. Otras naciones también tratarían la espada y la pluma, con ejemplos como el italiano Ludovico Ariosto, el francés François Rabelais y el inglés Edmund Spenser, pero de acuerdo con Ernst Robert Curtius, en ningún lugar y en ninguna época se realizado con tanto esplendor la fusión de estos dos elementos como en la España del Siglo de Oro.

## Historia

### Precedentes
El hispanista Peter Edward Russell ve un precedente tardomedieval en Enrique de Villena, quien carga contra la idea de que el estudio estorbe al oficio de las armas en los nobles, y en el Marqués de Santillana, que lo ejemplifica con su propia carrera, afamada por su dedicación a las ciencias y las armas por igual. Santillana vivió esta unión de manera consciente y a ella se refirió muchas veces en sus escritos, hablando también de cómo la ciencia no embota el hierro de la lanza. De él escribe Juan de Mena que en sus manos "la luz soberana / quiso que luzgan las armas y toga", y Juan de Lucena, "ni las armas sus estudios, ni sus estudios empachan las armas". Ejemplos prerrenacentistas también son Don Juan Manuel, Pedro López de Ayala, Alfonso de Cartagena y Fernán Pérez de Guzmán, tío de Santillana. Este ideal español encontraría pronto combustible en el humanismo del Renacimiento.
En una carta al Marqués de Santillana, Alonso de Cartganea describe la milicia como una contienda tanto espiritual como corporal, por lo que reclama que el término de mílite, traducido por él como "caballero" u hombre de armas y defensor la república, recoja también a los letrados y sacerdotes, a los que denomina "caballeros de la caballería desarmada". Más tarde, en 1444, intentaría en el Doctrinal de Caballeros erradicar la creencia aún habitual de que las armas y las letras eran incompatibles.

### Reinado de Carlos I

Baltasar Castiglione.

Las armas y las letras encuentran oposición en Erasmo de Róterdam. De corte pacifista, repelido por las nuevas formas de hacer la guerra, en su Manual del caballero cristiano de 1503 redujo las armas a metáforas y declaró que las mejores son la oración y el conocimiento de la divinidad. Yendo más allá, en 1511 escribió su Elogio de la locura en favor de la paz, incluso aunque su francofilia le llevó incidentalmente a justificar la guerras de Italia por mor de Francia. En su Institutio Principis Christiani de 1516, Erasmo condenó el deseo de parecerse a héroes clásicos como Aquiles, Jerjes, Ciro, Darío y César, a los que tachó de depravados y derramadores de sangre.
Sin embargo, Erasmo aquí se encuentra solo, ya que los erasmistas españoles, con la excepción de su camarada Juan Luis Vives, se separan de él en este aspecto y se situan con los más combativos humanistas italianos.
El trabajo seminal en la unión de armas y letras se halla en El cortesano de Baltasar Castiglione, humanista mantuano y gran amigo de Carlos I de España y V del Sacro Imperio Romano Germánico. El tratado, publicado en 1528 y traducido al español por Juan Boscán en 1533, se convertiría en lectura obligatoria del caballero renacentista, al que llama a aunar al soldado con el erudito, poeta y amante, proclamando que "cuán engaño reciban los franceses pensando que las letras embaracen las armas". Castiglione establece así una continuación de la antigua tradición de la sapientia et fortitudo. En su obra, las armas y las letras existen en simbiosis: los hechos de armas nacen del deseo de gloria, y ésta se inmortaliza por medio de las letras, cuyo conocimiento a su vez llama a la emulación y a nuevas hazañas de armas.

Qué hombre hay en el mundo de tan bajo y de tan vil espíritu, que leyendo los hechos de César, de Alexandre, de Scipión, de Anníbal y de otros muchos no se encienda en un estraño deseo de parecelles?
El cortesano, p. 126

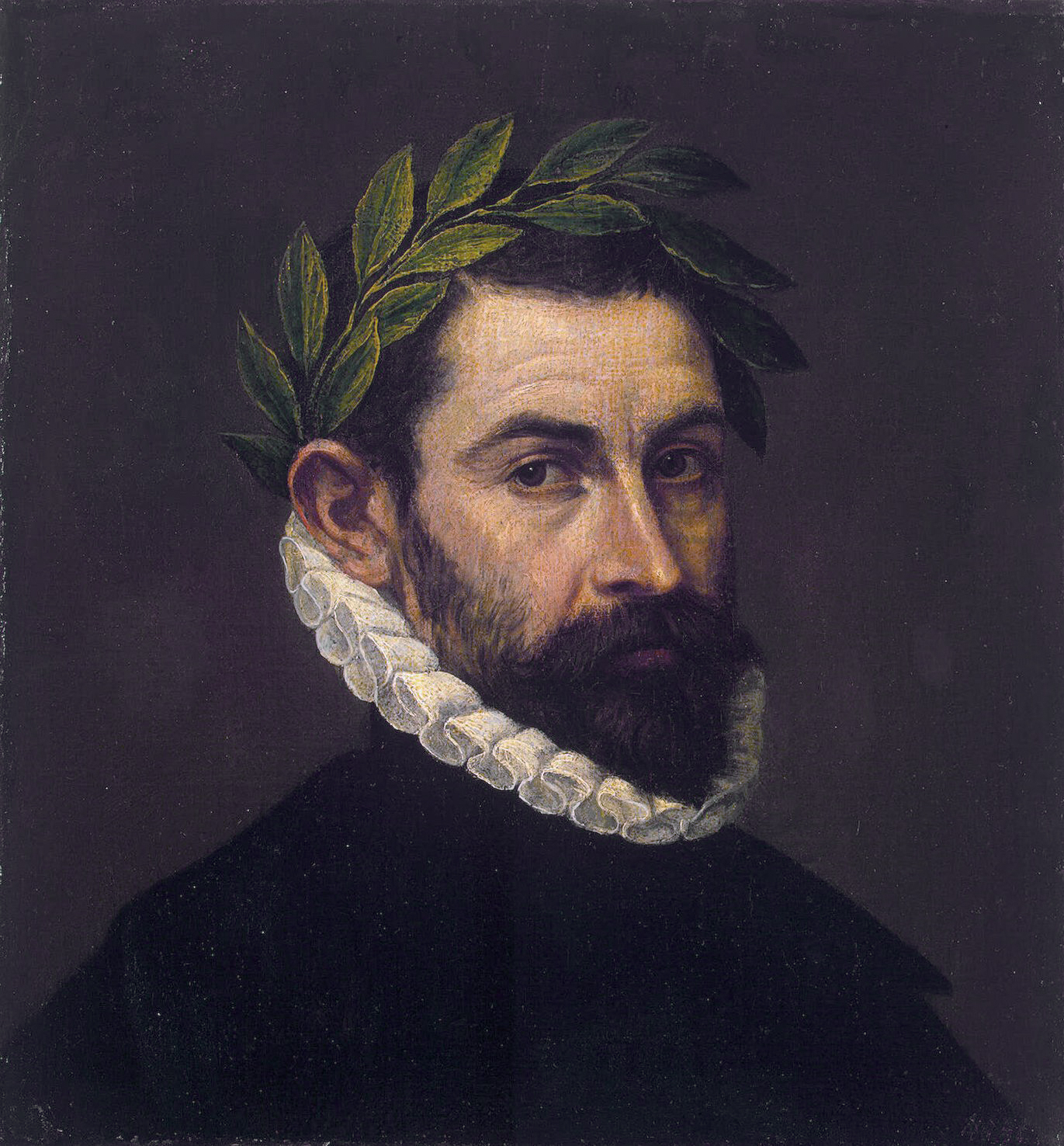
Alonso de Ercilla, por El Greco.

Ante Castiglione, en 1533 Vives advierte en De ratione dicendi que el amor a la guerra ha conducido a la caída de naciones, y postula que las letras deben contar la guerra "sin decoraciones, con desprecio, para que no una guerra larga no sea sino un ejemplo de pasión, ambición, ira y odio". Para él, las letras han de buscar la socavación de las armas. Por el contrario, Juan Ginés de Sepúlveda, quien celebra en el Demócrates de 1535 que cada vez más jóvenes nobles se vuelquen en el pensamiento y las ciencias en tiempos de paz, les recuerda no perder su identidad como hombres de guerra, basándose para ello en la Biblia, en el derecho natural y en la Antigüedad.
Sepúlveda también escribió a Carlos I animándole a no desesperar ante la gigantesca masa logística del imperio otomano, recopilando hechos de la Antigüedad, como los de Troya o la batalla de las Termópilas, en que unos pocos vencieron a muchos.
Garcilaso de la Vega, poeta y soldado del emperador, fallecido en combate en 1536, deja uno de los versos más icónicos de la conjunción de la espada y la pluma:

Entre las armas del sangriento Marte,
do apenas hay quien su furor contraste,
hurté de tiempo aquesta breve suma,
tomando ora la espada, ora la pluma.

El castellano, idioma que experimenta una bonanza desde que Carlos I lo convierte en idioma de sus cancillerías, es testigo de numerosos ejemplos de soldados-eruditos que por medio de él buscan la elevación humanista del alma, especiado con numerosos cultismos grecolatinos especialmente desde la segunda mitad del siglo XVI. Destaca en él el grupo petrarquista español, con exponentes como Francisco de Aldana y Alonso de Ercilla. En la misma línea helenista, Pedro Mejía en su Silva de varia lección de 1540 rescata la idea platónica del rey filósofo, a la que apuntalan ejemplos de hombres de letras y armas como César y Alejandro, ya que la erudición es necesaria para ambas tareas del rey: vencer en la guerra y gobernar en la paz.

### Reinado de Felipe II
El mismo Felipe II, sucesor de Carlos I como monarca de España, se convierte en un representante de las letras y las armas por influencia de su padre, que para ello destinó su educación al obispo Juan Martínez Guijarro y al capitán de la guardia real Juan de Zúñiga. Como príncipe, Felipe viaja por Europa y se ejercita en las armas, cazando y justando con los nobles de los Países Bajos de los Habsburgo, y como rey, organiza en El Escorial la que será la mayor biblioteca privada de Europa, nutrida por humanistas como Diego Hurtado de Mendoza y Pedro Ponce de León. Además de libros, colecciona armas, y transmitirá el gusto de la caza a sus dos hijas, Isabela Clara Eugenia y Catalina Micaela, para sorpresa de sus contemporáneos. Sus lecturas van también desde las novelas de caballería como las obras de Erasmo, El príncipe de Maquiavelo y el Relox de príncipes de Antonio de Guevara.

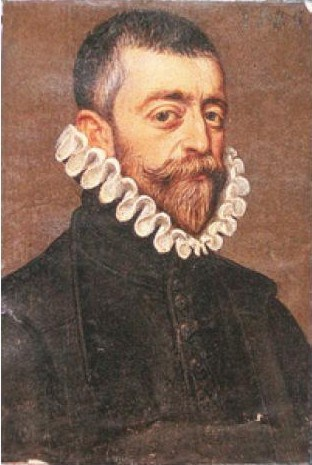
Cristóbal Mosquera de Figueroa.

La política de Felipe II se ve especialmente dominada por este mismo tópico. Felipe deviene rey en un tiempo y lugar en el que el monarca ya no puede aventurarse libremente en el campo de batalla, donde las armas de fuego otorgan una supervivencia impredecible, y el mismo Felipe no encuentra gloria en la guerra y prefiere el estudio y las letras. Sin embargo, no duda en ordenar tomarlas en defensa de la universitas christiana una vez intentada por su padre. El suyo es un humanismo de las armas, en el que no existe contradicción entre amar a los hombres y combatir contra ellos si es bajo los principios de la virtud y por causa justa.
La victoria de España en la memorable Batalla de Lepanto de 1571, en la que la eminente flota turca es aniquilada, domina el tópico. El comandante español en la batala, Juan de Austria, es equiparado con Marte, dios romano de la guerra, y celebrado en la obra de Cristóbal Mosquera de Figueroa, él mismo combatiente de Lepanto, y de Fernando de Herrera, una de cuyas obras decoraba una de las galeras de la batalla. En la misma época milita también el poeta Baltasar del Alcázar. Figueroa sintetiza el tópico en su Breve Compendio de Disciplina Militar de 1596, en el que narra cómo los soldados escribían por las noches lo que hacían de día.
El cronista Francisco Cervantes de Salazar comentó sobre las armas y letras en un sentido de simbiosis, en el que la espada da hechos a la pluma y ésta los inmortaliza, lo cual es la razón de que, pese a haber sucedido los hechos de César y Alejandro milenios atrás, todavía se conozcan y tengan vigencia.
A finales de siglo todavía se debate sobre el ordenamiento de armas y letras. En sus Diálogos familiares (1580), Juan de Pineda llegó a la conclusión de que la espada es superior a la pluma, ya que las hazañas de Aquiles tienen mayor mérito que la labor de difusión que les concede Homero. Sin embargo, Pineda también figura a Atenea venciendo a Marte, dejando espacio para que en realidad la pluma sea superior a la espada. A pesar de ello, es una constante que cuando se discuta la oposición entre espada y pluma, ambas aparezcan como adversarios de igual dignidad y no en detrimento mutuo.

### Siglo de Oro tardío
En 1599, Juan de Mariana expresa en su Del rey y de la institución de la dignidad real, influido por Solón, que la consagración a las letras es necesaria para el príncipe, y parte de ello es para la guerra: retórica para enardecer a los ejércitos y ciencias para los instrumentos de guerra.

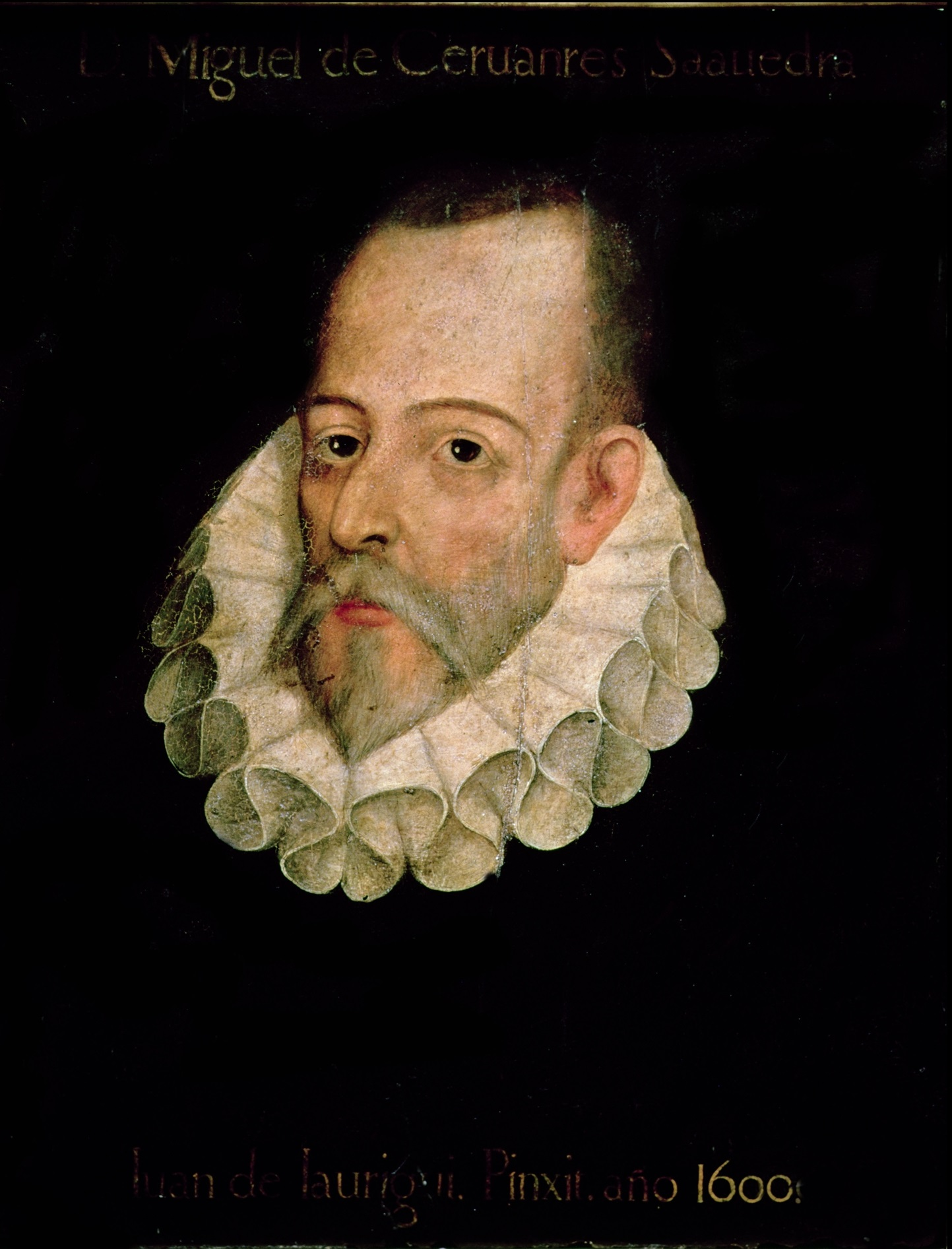
Retrato identificado con Miguel de Cervantes.

Miguel de Cervantes, escritor con la batalla de Lepanto a sus espaldas, discute esta dualidad en sus obras, especialmente en su obra cumbre Don Quijote de la Mancha, publicada la primera parte en 1605. Cervantes bebe de diversos humanistas que tratan este ámbito, tales como Castiglione, Erasmo, Mejía y Juan de Mal Lara. Paradójicamente para Cervantes, que perdió el uso de un brazo en Lepanto y sólo encontró beneficio en los libros, la obra se posiciona con la milicia y muestra a su personaje principal, don Quijote, enalteciendo las armas por encima de las letras, aunque en él no dejen de aunarse ambas pasiones. La decisión de colocar las armas sobre las letras podría obedecer al deseo de los humanistas militares de la época de diferenciarse de los meros burócratas civiles, crítica que ya se aprecia con Petrarca.
Para don Quijote, el de las armas es un ejercicio tan espiritual como el de las letras y cuyo fin último es la paz, siguiendo a Erasmo al exaltar el valor de la paz para después separarse de él al decir que es imposible preservarla sin pasar por la guerra.

Y, entre las que he dicho, dicen las letras que sin ellas no se podrían sustentar las armas, porque la guerra también tiene sus leyes y está sujeta a ellas, y que las leyes caen debajo de lo que son letras y letrados. A esto responden las armas que las leyes no se podrán sustentar sin ellas, porque con las armas se defienden las repúblicas, se conservan los reinos, se guardan las ciudades, se aseguran los caminos, se despejan los mares de corsarios, y, finalmente, si por ellas no fuese, las repúblicas, los reinos, las monarquías, las ciudades, los caminos de mar y tierra estarían sujetos al rigor y a la confusión que trae consigo la guerra el tiempo que dura y tiene licencia de usar de sus previlegios y de sus fuerzas.
El Quijote, capítulo XXXVIII.

En consonancia con esta idea de combatir con la paz, don Quijote no ve méritos en las hazañas y en la gloria, sino que enfatiza la continua pobreza, sufrimiento y penurias del soldado en el cumplimiento del necesario deber. Cervantes desarrolla también la unión de las letras y las armas en otro de sus trabajos, su obra póstuma Los trabajos de Persiles y Sigismunda, en el que "no hay mejores soldados que los que se trasplantan de la tierra de los estudios a los campos de la guerra, porque cuando se avienen y se juntas las fuerzas con el ingenio y el ingenio con las fuerzas, hacen un compuesto milagroso".
En 1634, Francisco Cascales delineó las letras como una ocupación digna para los nobles en los nuevos tiempos. En la misma era, Baltasar Gracián llama al Madrid imperial de su época, convertida en capital en 1561, "teatro augusto de las letras y las armas". Aunque como capellán militar, Gracián participaría activamente en la sublevación de Cataluña de 1640, en la que también participó el hombre de espada y pluma portugués Francisco Manuel de Melo.

## En el idioma castellano
Numerosos proverbios y refranes del castellano, originados en el Siglo de Oro y con anterioridad, dejan constancia del tópico, ya sea mencionando directamente sus elementos o recurriendo a sustitutos como espada, lanza o acero, sucediendo lo mismo con la pluma, el tintero o la escribanía.
Algunos refranes establecen una relación de igualdad entre ambos conceptos, entre los que se hallan "letras y armas todo lo alcanzan", "bien se hermanan las letras con las armas" y "el saber no embota la lanza". Otros, por el contrario, encumbran unas sobre otras, como "cuando se afila el acero, se guarda el tintero" o "si buscas nombradía, lanza y no escribanía". O alternativamente otras sobre unas, como "a la larga más pueden letras que armas" y "más cosas buenas y malas ha hecho la pluma que la espada".